# René Lauk
René Lauk (né le 17 janvier 1920 à Paris 20e et mort le 15 octobre 1996 à Paris 15e) est un coureur cycliste français. Il est professionnel de 1947 à 1951.
Ses frères Lucien Lauk et Jean Lauk furent aussi des coureurs cyclistes indépendants puis professionnels de 1946 à 1951.

## Palmarès

### Palmarès amateur
- 1946[3]
  - Paris-Orléans
  - Paris-Troyes-Paris
  - Paris-Elbeuf
  - Grand Prix Marcel Laurent
  - Paris-Le Mans-Cholet
  - 2e de Paris-Rouen
  - 2e du championnat d'Île-de-France
  - 2e du Grand Prix d'Avranches
  - 3e du Grand Prix des Tubes Vitus
  - 3e du Grand Prix de l'APSAP
  - 3e de Paris-Caen

### Palmarès professionnel
- 1947
  - Paris-Arras
- 1948
  - 2e étape du Tour de l'Ouest
- 1949
  - 3e de Paris-Camembert
- 1950
  - 8e de Paris-Bruxelles